# Атанас Джурджев
Атанас Борисов Джурджев е български кардиолог, професор.

## Ранен живот и кариера
Роден е на 15 май 1941 г. в Пловдив, България.
В периода 1960 – 1967 г. завършва висшето си образование по медицина в Медицински университет - Пловдив. През 1973 г. специализира Вътрешни болести, а през 1977 г. взима специалност по Кардиология и Ревматология.
През 1983 г. става кандидат на медицинските науки, а през 1991 г. и доктор на медицинските науки. От 1972 г. до 1984 г. е асистент към Медицински Университет – Пловдив, през 1985 г. става доцент, а през 1993 г. професор.
От 1990 г. е началник кардиологична клиника. През 1991 г. заема поста ръководител катедра Вътрешни болести. В периода 1988 – 1995 г. е декан на
Медицинския факултет към Медицинския университет в град Пловдив, а от 1995 до 2003 г. заема поста ректор на същото учебно заведение.
Професор Атанас Джурджев е член на Българското кардиологично дружество, Почетен член на 20 век, Кеймбридж, Англия, 2000 г., член на Европейското Кардиологично Дружество, член на Полската академия на науките, член на Световната Академия по Медицина „Алберт Швайцер“ както и член на Кралския институт по биология, Великобритания.
От 1996 г. е заместник-председател на дружеството на кардиолозите в България.
От 2001 г. професор Джурджев е национален консултант по кардиология.
От 2004 г. заместник-председател на СНС по кардиология към ВАК.
Главен редактор на списание „Фолия Медика“.
Член на редколегията на списанията: „Българска кардиология“, „Сърце – бял дроб“, „Рехабилитация и физиотерапия“.
Почива на 16 декември 2007 г.

## Публикации
Професор Джурджев има в биографията си над 150 значими публикации.

### Монографии
1. Синдром на преждевременното възбуждение. Пловдив, 1991.
2. Тромболитично лечение на ОМИ. София, 1994.
3. Практически подходи при лечението на ОМИ. Знание, 1995.,

### Учебници и помагала
1. Ръководство за поведение към усложненията в хирургичната стоматология. Под редакцията на П. Кавлаков, Пловдив, 1993, 1-48.
2. Клиника и терапия на бътрешните болести. Под редакцията на Ат. Джурджев, Пловдив, 1997.
3. Терапия на вътрешните болести с терапевтичен справочник. Под редакцията на Ив. Карастанев и Н. Бошев, Пловдив, 1997, 74-121.
4. Терапия на вътрешните болести. Под редакцията на Ив. Карастанев и Ат. Джурджев, Пловдив, 1999.
5. Съвременни проблеми на вътрешните болести. Под редакцията на Ч. Начев, София, 1999, 1-27.
6. Клиника и терапия на вътрешните болести. Под редакцията на Ат. Джурджев, Пловдив, 2001
7. Симптомен диагностичен справочник по вътрешни болести. Под редакцията на Ч. Начев и М. Бошева, София, 1999, 37-74.

## Награди
На професор Джурджев са присъждани следните награди:
- Сребърен медал за отличен успех
- Отличник на МЗ
- Златен и голям златен медал на академия „Алберт Швайцер“ – двукратно
- Златен медал за Мир „Нагазаки“
- Лекар на годината – 2001
- Носител на „Чиловата награда“ на БЛС, 2002
- Кардиолог на годината – 2002
- Носител на почетния знак на гр. Пловдив, гр. Чепеларе и с. Павелско